# Lorenzo Sanz
Lorenzo Sanz, teljes nevén Lorenzo Sanz Mancebo (Madrid, 1943. augusztus 9. – 2020. március 21.) spanyol üzletember, 1995 és 2000 között a Real Madrid elnöke, korábban a Málaga tulajdonosa. Utóbbinál fia, Fernando mindkét csapatnál játszott, illetve utóbbinak elnöke is volt.

## A Real Madridnál
Elnöksége előtt Ramón Mendoza alelnöke volt, majd 1995-ben választották meg, miután Mendoza lemondott a klub anyagi problémái miatt. Elnöksége alatt próbált a saját pénzén sztárjátékosokat a csapathoz csábítani, ezek közül Davor Šukert és a csapat későbbi sportigazgatóját, Predrag Mijatovićot sikerült is.
Az ő elnöksége alatt sikerült 1966 után ismét BEK-, illetve már BL-győzelmet elérni. Ez azonban nem volt elég az anyagi gondok megszüntetésére, és a legközelebbi választáskor alulmaradt Florentino Pérezzel szemben.

## Kapcsolata olasz csapatokkal
2006-ban sokáig úgy nézett ki, hogy miután a Parmalat csődbe ment, az AC Parma tulajdonosa lesz. Ez az üzlet végül mégsem jött létre.
2008 májusában bejelentették, hogy a Bari tulajdonosa lesz. Az addigi tulajdonosok tíz napot adtak neki az üzlet befejezésére, amelynek összege valószínűleg 10-15 millió euró körült volt.
2008 szeptemberében rövid időre börtönbe zárták, miután egy bankban hamis csekkel próbált fizetni. Ugyanerre a sorsa jutott 2009. november 11-én, amikor egy műtárgyat akart kicsempészni Spanyolországból.

## Érdekességek
A Real Madrid korábbi játékosa, Míchel Salgado apósa.